# Biocønose
En biocønose (af græsk: bios = "liv" + koinós = "fælles") er en gruppe af populationer af planter, dyr og mikroorganismer. Hver population er resultatet af formering mellem individer af samme art og sameksistens med andre arter på et givet sted og tidspunkt. Når en population består af for få individer, er arten truet af udryddelse, enten på grund af for ringe antal eller på grund af indavl. En population kan svinde ind af flere grunde; eksempelvis ved at dens biotop forsvinder (f.eks. grundet skovrydning), fordi de indbyrdes balancer ændres på grund af succession (f.eks. tilgroning af en mose) eller fordi rovdyr eller snyltere presser arten for hårdt (f.eks. overfiskning).

## Karakteristik af biocønoser
Biocønoser kan beskrives ud fra bestemte dele af artssammensætningen på en biotop, hvor hver art udnytter én bestemt niche:
- En Fytocønose (dvs. et Plantesamfund) er en karateristisk kombination af forskellige plantearter (karakterarter), som har ensartede eller tilsvarende krav til voksestedet. (Eksempel: Tørketålende planter på strandenge (se Stand-Mandstro).)
- En Zoocønose (et Dyresamfund) er sammensat af den kombination af dyrearter, der er typisk for biotopen. (Eksempel: Dyresamfundet på øen Santiago i Galapagosøerne (se Elefantskildpadde).)
- En Mikrobiocønose (et Mikrobesamfund) rummer alle de mikroorganismer, der lever på en mikrobiotop (Eksempel: Mikrofloraen i koens vom).

## Biotiske faktorer
Biocønosen er kendetegnet ved biotiske faktorer af to slags: mellem artsfæller indbyrdes eller mellem forskellige arter.
Forhold mellem artsfæller er dem, der opstår mellem individer af artens lokale population. Det drejer sig om både samarbejds- og konkurrenceforhold f.eks. deling af territorium eller organisering af ordnede samfund.
Forhold mellem forskellige arter er talrige og beskrives ofte med henvisning til, om de er gavnlige, skadelige eller neutrale for en eller flere arter. Det kan f.eks. være symbiose (en "+ relation") eller konkurrence (en "÷ relation"). Det mest afgørende forhold er det mellem rovdyr og byttedyr. Dette forhold rummer de vigtige begreber om fødekæders økologi (f.eks. bliver græsset ædt af antilopen, som selv bliver ædt af gepardkillingen, der bliver ædt af løven). To arter deler samme økologiske niche, når de lever på samme sted og æder den samme føde.

## Abiotiske faktorer
De vekselvirkninger, der findes mellem biocønosens levende væsener, ledsages af en vedvarende søgen efter mineralske og organiske stoffer, som bliver optaget af de levende væsener, sådan at de kan vokse, holde sig i gang og formere sig. Resultatet bliver før eller siden et affald i form af førne. Denne vedvarende recirkulation af stoffer (særligt kulstof, ilt, kvælstof og vand) kaldes biogeokemiske kredsløb. De giver økosystemet og dermed biocønosen en holdbar stabilitet, i det mindste når man ser bort fra menneskers indgriben eller ekstraordinære klimaforhold. Denne selvregulering ved hjælp af negativ feedback sikrer økosystemerne lang levetid, og de giver sig til kende ved en høj grad af ensartethed, hvad angår de forskellige stoffer i hvert miljø. Man taler i den forbindelse om en homøostase, hvor økosystemet udvikler en tilstand af bevægelig ligevægt. Derimod er det meget omdiskuteret, om systemet nogensinde når en klimakstilstand efter en lang række, gradvise ændringer (succession).